# Carlo Conti
Carlo kardinal Conti, italijanski rimskokatoliški duhovnik, škof in kardinal, * 28. avgust 1556, Rim, † 3. december 1615, Rim.

## Življenjepis
9. junija 1604 je bil povzdignjen v kardinala.